# AAI RQ-7 Shadow
L'AAI RQ-7 Shadow è un aeromobile a pilotaggio remoto da ricognizione progettato dall'americana AAI Corporation, società parte di Textron.

## Sviluppo
Lo Shadow 200 è stato selezionato dallo United States Army come suo futuro UAV a dicembre 1999 e lo ha designato RQ-7A. I test sugli esemplari di pre-produzione si conclusero nel 2002 e nel 2003 venne avviata la produzione di serie.

## Caratteristiche
L'RQ-7 Shadow 200 è stato sviluppato a partire dall'RQ-2 Pioneer in seguito alla cancellazione dell'Alliant RQ-6 Outrider. È un UAV ad ala alta con impennaggio a V rovesciata collegato alla fusoliera tramite due travi di coda; è propulso da un motore Wankel UAV Engine 471 da 28 kW con elica bipala in configurazione spingente. Il volo può essere programmato prima del decollo oppure condotto manualmente da un operatore a terra. Il carrello è triciclo anteriore fisso, il decollo avviene da una rampa e l'atterraggio è assistito da un Tactical Automatic Landing System che consiste di un radar a terra e un transponder sull'aeromobile. Una volta atterrato l'RQ-7 viene arrestato con un cavo d'arresto.
L'RQ-7 può trasportare fino a 27 kg di carico utile; il suo equipaggiamento principale è costituito dall'IAI POP200, composto da un forward looking infrared e un puntatore laser, oppure dal POP300 (Plug-in Optical Payload), a cui si aggiunge un telemetro laser.
Un sistema comprende quattro velivoli di cui uno di riserva, due stazioni di terra, una stazione portatile, equipaggiamento di lancio e atterraggio.

## Versioni
- RQ-7A: versione iniziale con peso massimo al decollo di 148 kg.
- RQ-7B: versione prodotta a partire dal 2004 con ali ridisegnate, apertura alare aumentata a 4,27 m, autonomia aumentata e carico utile di 45 kg.
- Armed Shadow: proposta di versione armata avanzata dal governo degli Stati Uniti, testata dai Marines a partire da agosto 2011[5] e il cui sviluppo si è interrotto nel 2015 a causa del disinteresse dello US Army e dell'esaurimento dei fondi dei Marines.[6]
- Shadow M2: versione derivata dall'RQ-7B presentata nel 2011 con apertura alare di 7,62 m, peso massimo al decollo di 325 kg e 9 ore di volo di autonomia. Il modello si è evoluto nel Nightwarden.[7][8]
- Nightwarden: evoluzione presentata nel 2017 dello Shadow M2 sviluppata da Textron con apertura alare di 7 m, quota di tangenza di 5 500 m, velocità massima di 160 km/h, raggio d'azione di 1 100 km, 15 ore di autonomia, sistemi di decollo e atterraggio automatici.[9][10]
- Shadow 600: versione ingrandita dell'RQ-2 Pioneer con le estremità alari spazzate e motore UAV Engine 801 da 39 kW.

## Utilizzatori
Australia
- Australian Army

18 Shadow 200 ordinati nel 2010, il primo consegnato nel 2011.
 Italia
- Esercito Italiano

4 sistemi ordinati nel 2010 in servizio a partire dal 2015.
 Romania
- Forțele Aeriene Române

11 RQ-7 consegnati, di cui 6 ordinati nel 1997 ed entrati in servizio a partire dal 1999, più ulteriori 5 ordinati nel 2000.
 Stati Uniti
- United States Army

Oltre 500 in servizio a partire dal 2002.
 Svezia
- Svenska armén

8 Shadow 200 ordinati nel 2010.
 Turchia
- Türk Hava Kuvvetleri[17]

### Utilizzatori passati
Stati Uniti
- United States Marine Corps

In dotazione dal 2007 e ritirati nel 2018.